# These Final Hours
These Final Hours es una película australiana del año 2014 dirigida por Zak Hilditch. Fue seleccionada para que aparezca en el Festival de Cannes.

## Premisa
Un joven planea ir a una fiesta en el último día en la Tierra, pero termina salvando la vida de una pequeña que busca a su padre.

## Elenco
- Nathan Phillips como James.
- Angourie Rice como Rose.
- Jessica De Gouw como Zoe.
- Daniel Henshall como Freddy.
- David Field como el hombre de la radio.
- Sarah Snook como la madre de Mandy.

## Recepción

### Taquilla
Tuvo una apertura limitada en Australia, ganando $360,234.

### Críticas
Tuvo buenas críticas y tiene un 89% en Rotten Tomatoes basada en 19 críticas con un puntaje de 7.2 de 10.